# Шапошников, Олег Константинович
Олег Константинович Шапошников (1 сентября 1920 ― 15 августа 1990) ― генерал-майор медицинской службы, советский учёный, дерматовенеролог, доктор медицинских наук, профессор, заведующий кафедрой кожных и венерических болезней Военно-медицинской академии (1968—1987 гг.), участник Великой Отечественной войны.

## Биография
Олег Константинович Шапошников родился в 1920 году в городе Москве в семье служащих. В 1942 году завершил обучение с золотой медалью военно-медицинский факультет Второго Московского медицинского института. С 1943 по 1945 годы находился в рядах Красной Армии. Участник Великой Отечественной войны. Служил старшим врачом части, был командиром медицинского отделения танковой бригады, ординатор и начальник кожно-венерологического отделения армейского госпиталя. Имел ранение.
В 1949 году начинает свою трудовую деятельность и службу в Военно-медицинской академией им С. М. Кирова. Сначала стал служить адъюнктом, в 1968 году возглавил кафедру кожных и венерических болезней, являлся главным дерматовенерологом Министерства обороны СССР. В 1952 году успешно защитил диссертацию на соискание степени кандидат медицинских наук. Его работа была посвящена выявлению биохимических изменений в коже при болезнях почек.
В 1957 году защитил докторскую диссертацию на тему: "О роли нарушения проницаемости и резистентности сосудов в патогенезе болезней кожи и сифилиса". Совместно с членом корреспондентом АМН СССР профессором С.Т. Павловым, создал первую в нашей стране классификацию сосудистых поражений кожи. С его участием были выполнены исследования, углубляющие представления о патогенезе, значимости иммунных нарушений, роли антибиотикотерапии при пиодермитах, микотических процессах, себорее, осложненной вульгарными угрями.
Автор более 350 научных работ. Под его руководством был защищено более 20 диссертаций. В 1963 году ему присвоено ученое звание профессора. С 1968 по 1987 годы он являлся руководителем кафедры кожных и венерических болезней Военно-медицинской академии. В 1974 году избран членом-корреспондентом, а в 1982 году — действительным членом Академии медицинских наук СССР.
Активный участник медицинского научного сообщества. Был председателем Всесоюзного научного общества дерматовенерологов, являлся почетным членом советских, а также Болгарского и Польского обществ дерматовенерологов. Член редакционной коллегии и ответственный редактор редотдела "Дерматология. Венерология" Большой медицинской энциклопедии.
Умер скоропостижно на улице 15 августа 1990 году. Похоронен на Богословском кладбище города Санкт-Петербурга.

Могила Шапошникова на Богословском кладбище Санкт-Петербурга.

## Научная деятельность
Труды, монографии:
- «Крапивница» (1962),
- «Хроническая узловатая эритема» (1971),
- «Сосудистые поражения кожи» (1974 г., совместно с Н. В. Деменковой),
- «Аллергические васкулиты» (1981),
- в сборнике научных работ «Актуальные вопросы иммунодерматологии» (1980).

Автор отдельных глав и редактировании руководств для врачей:
- «Венерические болезни» (1980),
- «Дифференциальная диагностика кожных болезней» (1983, 1989),
- «Ошибки в дерматологии» (1987).

## Награды
Заслуги отмечены наградами:
- Орден Отечественной войны I и II степени
- Орден Трудового Красного Знамени.
- Орден Красной Звезды
- другие медали.